# Barrack Young Controllers FC
Barrack Young Controllers Football Club znany jako Barrack Young Controllers FC – liberyjski klub piłkarski grający niegdyś w pierwszej lidze liberyjskiej, mający siedzibę w mieście Monrovia.

## Sukcesy
- I liga[1]:
  - mistrzostwo (4): 2013, 2014, 2016, 2018

- Puchar Liberii[2]:
  - zwycięstwo (5):  2009, 2012 (rezerwy), 2013, 2015 (rezerwy), 2018
  - finał (2): 2011, 2019

- Superpuchar Liberii[3]:
  - zwycięstwo (5):  2010, 2013, 2015, 2016 (rezerwy), 2018

## Występy w afrykańskich pucharach
| Sezon     | Rozgrywki           | Runda    | Kraj                     | Klub                       | Dom | Wyjazd | Dwumecz      |
| --------- | ------------------- | -------- | ------------------------ | -------------------------- | --- | ------ | ------------ |
| 2013      | Puchar Konfederacji | wstępna  | Sierra Leone             | FC Johansen                | 1–0 | 0–0    | 1–0          |
| 2013      | Puchar Konfederacji | 1        | Tanzania                 | Azam FC                    | 1–2 | 0–0    | 1–2          |
| 2014      | Liga Mistrzów       | wstępna  | Ghana                    | Asante Kotoko SC           | 1–0 | 1–2    | 2–2          |
| 2014      | Liga Mistrzów       | 1        | Wybrzeże Kości Słoniowej | Séwé Sport San-Pédro       | 3–3 | 0–1    | 3–4          |
| 2015      | Liga Mistrzów       | wstępna  | Gambia                   | Real Bandżul               | 0–1 | 1–1    | 1–2          |
| 2016      | Puchar Konfederacji | 1        | Maroko                   | Kawkab Marrakesz           | 2–0 | 0–3    | 2–3          |
| 2017      | Liga Mistrzów       | wstępna  | Mali                     | Stade Malien               | 1–0 | 0–1    | 1–1 (k. 7–6) |
| 2017      | Liga Mistrzów       | 1        | Mozambik                 | Clube Ferroviário da Beira | 2–0 | 0–2    | 2–2 (k. 1–4) |
| 2017      | Puchar Konfederacji | play-off | Południowa Afryka        | Supersport United FC       | 1–1 | 0–5    | 1–6          |
| 2018/2019 | Liga Mistrzów       | wstępna  | Gwinea                   | Horoya AC                  | 0–1 | 0–1    | 0–2          |

## Stadion
Domowe mecze klub rozgrywa na stadionie o nazwie The Blue Field w Monrovii, który może pomieścić 2500 widzów.

## Reprezentanci kraju grający w klubie
Stan na kwiecień 2023.
| - Karleo Anderson - Abraham Barshall - Abdulai Bility - Teah Dennis - Myers Garlo - Van Dave Harmon - Sam Jackson - Francis Jallabah - Alpha Jalloh - Alpha James - John Jaysay - Ketu Jerbo - Prince Jetoh - Nuwo Johnson - Morris Kaba - Blamah Kamara - Kemoh Kamara - Prince Kennedy - Abdulai Koulibaly - Mustapha Lomell - Alvin Maccornell - Sylvanus Morris - Prince Nagbo - Albert Nimely | - Rufus Padmore - Mark Paye - Kelvin Potis - Leon Power - Isaac Pupo - Terry Sackor - Prince Saydee - Jeremy Saygbe - Allenton Sembeh - Fallah Sherif - Kpah Sherman - Nathaniel Sherman - Sporo Somah - Eugene Swen - Samuel Thompson - David Tweh - Hilton Varney - Mohammed Varney - James Walatee - Gideon Williams - Daniel Woto - Didier Sossa - Garel Sossa |